# Сарона (Вісконсин)
Сарона (англ. Sarona) — місто (англ. town) в США, в окрузі Вошберн штату Вісконсин. Населення — 419 осіб (2020).

## Демографія
Згідно з переписом 2010 року, у місті мешкали 384 особи в 162 домогосподарствах у складі 99 родин. Було 309 помешкань
Расовий склад населення:
| - 99,0 % — білих - 0,8 % — корінних американців |

До двох чи більше рас належало 0,3 %. Частка іспаномовних становила 0,3 % від усіх жителів.
За віковим діапазоном населення розподілялося таким чином: 19,8 % — особи молодші 18 років, 66,7 % — особи у віці 18—64 років, 13,5 % — особи у віці 65 років та старші. Медіана віку мешканця становила 45,7 року. На 100 осіб жіночої статі у місті припадало 105,3 чоловіків;  на 100 жінок у віці від 18 років та старших — 106,7 чоловіків також старших 18 років.
Середній дохід на одне домашнє господарство  становив 67 729 доларів США (медіана — 61 429), а середній дохід на одну сім'ю — 72 548 доларів (медіана — 68 438). Медіана доходів становила 47 188 доларів для чоловіків та 40 278 доларів для жінок. За межею бідності перебувало 5,1 % осіб, у тому числі 10,8 % дітей у віці до 18 років та 5,3 % осіб у віці 65 років та старших.
Цивільне працевлаштоване населення становило 221 особа. Основні галузі зайнятості: виробництво — 21,7 %, освіта, охорона здоров'я та соціальна допомога — 20,4 %, будівництво — 12,7 %, науковці, спеціалісти, менеджери — 10,0 %.